# Rhyncophoromyia laticosta
Rhyncophoromyia laticosta är en tvåvingeart som beskrevs av Borgmeier 1959. Rhyncophoromyia laticosta ingår i släktet Rhyncophoromyia och familjen puckelflugor. Inga underarter finns listade i Catalogue of Life.